# Кайвал

Кайвал — река в России, протекает в Кемеровской области и Алтайском крае. Устье реки находится в 20 км по правому берегу реки Антроп. Длина реки составляет 32 км. 

## Данные водного реестра
По данным государственного водного реестра России относится к Верхнеобскому бассейновому округу, водохозяйственный участок реки — Кондома, речной подбассейн реки — Томь. Речной бассейн реки — (Верхняя) Обь до впадения Иртыша.